# James Monroe
Pour les articles homonymes, voir Monroe.
James Monroe, né le 28 avril 1758 dans le comté de Westmoreland (colonie de Virginie) et mort le 4 juillet 1831 à New York, est un homme d'État américain. Élu pour deux mandats, il est le cinquième président des États-Unis, de 1817 à 1825. C'est aussi un important planteur esclavagiste, propriétaire de centaines d'esclaves.
Juriste de formation, il est membre du Parti républicain-démocrate. Il est secrétaire d'État des États-Unis de 1811 à 1817, durant la présidence de James Madison. Auparavant, il a été gouverneur de Virginie, membre du Sénat des États-Unis, où il est l’un des chefs du Parti républicain-démocrate, ambassadeur des États-Unis en France et en Grande-Bretagne, et secrétaire à la Guerre.
En 1816, il est élu président des États-Unis face à Rufus King ; il est réélu en 1820, virtuellement sans opposition. Il est un homme réputé pour son honnêteté, qui prend deux décisions qui se révèlent d'une importance capitale dans l'histoire des États-Unis : le compromis du Missouri et la doctrine Monroe, qui porte son nom. La première tente de régler le problème de la définition des États en tant qu'esclavagistes ou non et la seconde montre la volonté des États-Unis d'avoir une influence majeure sur leur continent.

## Biographie

### Jeunesse et études
James Monroe naît le 28 avril 1758 dans le comté de Westmoreland, en Virginie. Ses parents, Elizabeth Jones (1730-1774) et Spence Monroe (1727-1774), qui a des ancêtres écossais, sont de riches planteurs propriétaires d’esclaves. Il fait ses études à l'université locale, le collège de William et Mary. Il s'enrôle à l'âge de 18 ans dans l'Armée continentale et est considéré comme le dernier président américain à être un vétéran de la guerre d’indépendance, ayant servi comme officier et pris part à plusieurs batailles,. Lors de la bataille de Trenton, il manque d'y laisser la vie, atteint d'une balle qu'il gardera dans l'épaule jusqu'à sa mort. Il reprit ses études de droit sous la direction de Jefferson et pratiqua le droit à Fredericksburg.

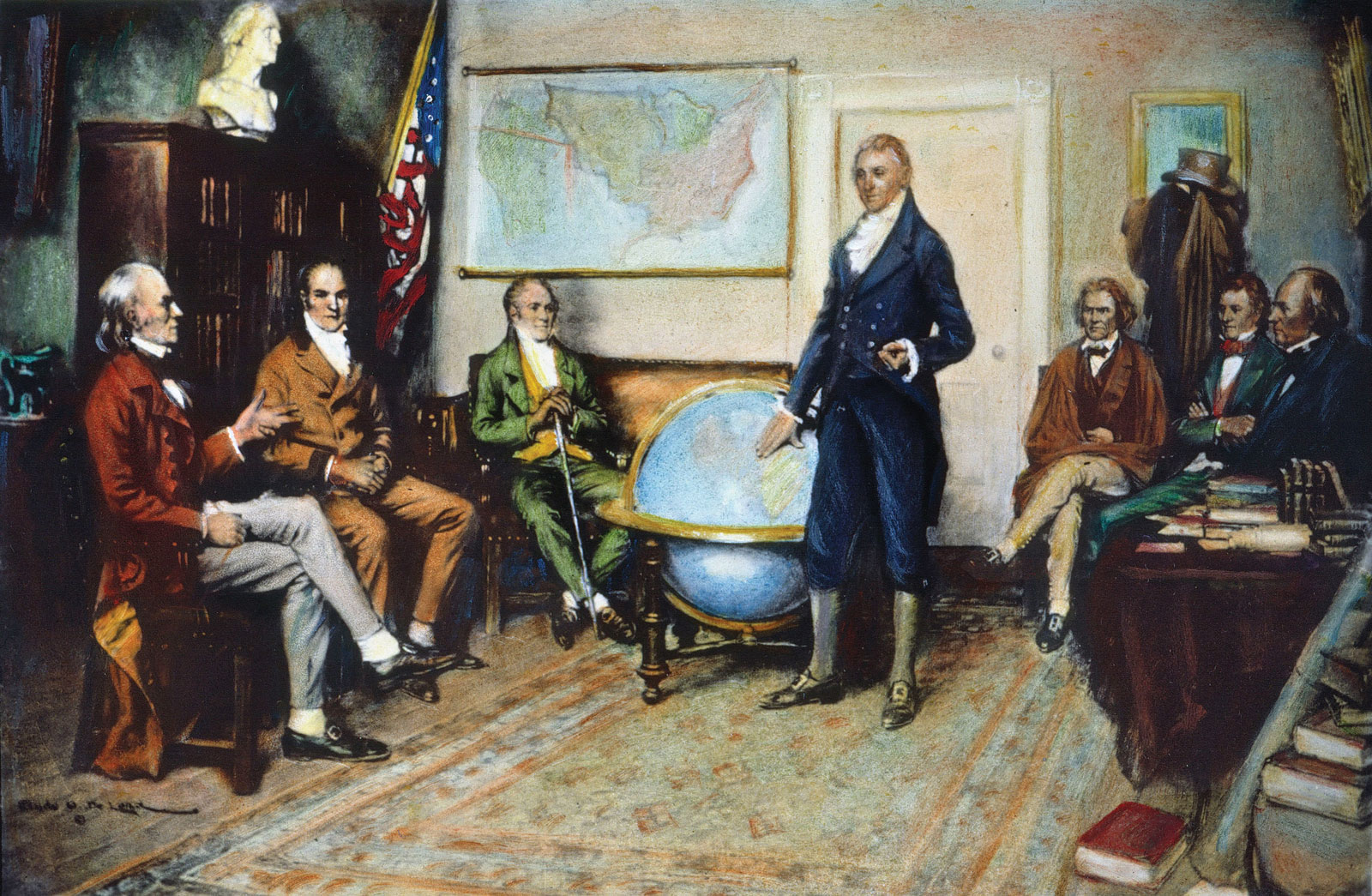
James Monroe, le dernier président des États-Unis à s'habiller selon un style du XVIIIe siècle, avec son Cabinet en 1823. Le président porte une culotte, tandis que ses secrétaires portent de longs pantalons.

Il est le dernier président américain à porter la culotte et le jabot à la manière des révolutionnaires du XVIIIe siècle, et ce alors que le reste des élites occidentales portaient désormais le pantalon et la cravate-foulard.

### Famille
Le 16 février 1786, Monroe épouse Elizabeth Kortright (1768-1830) à New York, fille d'un riche commerçant et ancien officier britannique. Ils installent à Charlottesville, en Virginie, en 1789. Ils auront trois enfants :
- Eliza née à Fredericksburg, en Virginie, en 1786, éduquée à Paris à l’école de Madame Campan à l’époque où son père était ambassadeur des États-Unis en France. En 1808, elle épousa George Hay, un éminent avocat de Virginie qui avait été procureur dans le procès d’Aaron Burr et plus tard juge de district américain. Elle mourut en 1840.
- James Spence Monroe est né en 1799, mort seize mois plus tard en 1800.
- Maria Hester Monroe (1802-1850) a épousé son cousin Samuel L. Gouverneur le 8 mars 1820 à la Maison Blanche, le premier enfant d'un président à s’y marier.

### Premiers engagements politiques
Il rejoint les anti-fédéralistes au début de sa carrière politique et défend la politique de Thomas Jefferson. Il est élu au Sénat des États-Unis (1790-1794), puis nommé ambassadeur en France, dont il défend les positions, de 1794 à 1796. En 1795, il achète le pavillon La Bouëxière, à Paris. Plus tard, et sous la direction de Jefferson, il négocie l’achat de la Louisiane.
Le 4 décembre 1816, il est triomphalement élu président en battant le candidat fédéraliste, après avoir été ministre de James Madison en particulier pendant la guerre contre la Grande-Bretagne.

### Présidence

#### 1817
4 mars : investiture de James Monroe en tant que cinquième président des États-Unis. Il ne peut pas s'installer à la Maison-Blanche et décide de visiter tous les États.
17 octobre : le président et son épouse se réinstallent dans la Maison-Blanche reconstruite après l’incendie du 24 août 1814 provoqué par les Britanniques, lors de la guerre anglo-américaine de 1812.
10 décembre : le territoire du Mississippi est admis dans l'Union et devient le Mississippi.

#### 1818
16 avril-20 octobre : accord entre les États-Unis et le Canada sur la définition de la frontière entre les deux pays au niveau du 49e parallèle. Désarmement réciproque et diminution des forces navales sur les Grands Lacs.
3 décembre : une partie du territoire de l'Illinois est admise dans l'Union et devient l'Illinois.

#### 1819
14 décembre : le territoire de l'Alabama est admis dans l'Union et devient l'Alabama.

#### 1820
2 mars : le Congrès parvient à trouver un accord sur l'esclavage : le compromis du Missouri fixe les règles concernant l'établissement de l'esclavage dans les futurs territoires.
15 mars : le district du Maine est détaché du Massachusetts et devient un État membre de l'Union, conformément aux directives du compromis du Missouri.
6 décembre : Monroe est réélu pour un second mandat.

#### 1821
5 mars : investiture du président pour son second mandat. La date a été décalée d’un jour car le 4 tombe un dimanche.
10 août : le Missouri est admis dans l'Union.

#### 1823
27 janvier : Monroe désigne des ambassadeurs des États-Unis dans les pays d’Amérique du Sud.
2 décembre : Monroe énonce ce qui devint la « doctrine Monroe » : « le continent américain se veut libre et indépendant et n’a pas vocation à être colonisé par les puissances européennes ». Cette doctrine s’oppose à l’expansionnisme de l’Europe sur le continent américain et annonce la volonté des États-Unis d’avoir une influence majeure sur l’avenir du continent.

#### Politique étrangère: la doctrine Monroe
Monroe est surtout célèbre pour la doctrine qui porte son nom, énoncée lors d’un message au Congrès en 1823. Elle proclame que les États-Unis sont libérés de la colonisation européenne et que l’Europe ne doit plus interférer dans la conduite de ses affaires. Elle annonce aussi que les États-Unis sont neutres vis-à-vis des guerres entre les puissances européennes et entre ces puissances et leurs colonies mais que toute ingérence envers un État indépendant en Amérique sera considérée comme un acte d’hostilité envers les États-Unis. Monroe ne reconnaît pas formellement les autres républiques d’Amérique du Nord avant 1822 lorsque le Congrès vote un budget pour établir des relations diplomatiques. Lui et son secrétaire d'État, John Quincy Adams, souhaitent éviter les problèmes avec l’Espagne jusqu’à la cession des deux Floride en 1821 en vertu du traité d'Adams-Onís.
Les États-Unis commencent aussi à traiter directement avec les nations d’Amérique du Sud qui viennent d’acquérir leur indépendance et cherchent à tisser des liens indépendamment du Royaume-Uni.

#### Politique intérieure
Lors de son investiture, Monroe décide de visiter tous les États pour la première fois depuis George Washington. Ses efforts pour avoir des échanges avec la population feront dire aux journalistes que l’époque était « aux bons sentiments ».

#### Politique concernant les droits civiques, les minorités et l’immigration
Les « bons sentiments » ne durent malheureusement pas, malgré le soutien dont bénéficie Monroe. Sous la façade du patriotisme, des fissures commencent à apparaître. En 1819, les habitants du territoire du Missouri voient leur demande d’admission en tant qu’État esclavagiste refusée par l’Union. Une loi destinée à l’abolition progressive de l’esclavage entraîne deux années de débats amers au Congrès. Le compromis du Missouri règle le problème en associant l’admission du Missouri, esclavagiste, avec celle du Maine, État libre et en interdisant à l’avenir l’esclavage au nord et à l’ouest du Missouri. Cette décision et ses conséquences deviennent un élément majeur de la politique intérieure jusqu’à l’abolition de l’esclavage.
James Monroe lui-même était partisan de l'esclavage et propriétaire de la plantation Highland (en) et de 250 esclaves.

#### Politique partisane
Après la guerre anglo-américaine de 1812, Monroe est élu président en 1816 puis réélu en 1820. Il est le dernier président ancien combattant de la guerre d’Indépendance et n'a pas vraiment d’opposants pour ces deux élections.
La politique partisane n’existait pas vraiment. Le parti fédéraliste avait disparu et la scission entre les républicains et les whigs n'est pas encore apparue. Presque tous les politiciens appartenaient au Parti républicain-démocrate.

### Décès
James Monroe décède le 4 juillet 1831 à New York à l’âge de 73 ans. Il est le troisième président à décéder un 4 juillet, jour de l'indépendance des États-Unis, après John Adams et Thomas Jefferson, tous deux morts 5 ans auparavant jour pour jour.

### Influence
En hommage à James Monroe, la capitale du Liberia, en Afrique de l'Ouest, est dénommée Monrovia en 1822.